# Birgit Cramon Daiber
Birgit Cramon Daiber (ur. 22 sierpnia 1944 w Ebingen) – niemiecka polityk, działaczka społeczna i feministyczna, w latach 1989–1994 posłanka do Parlamentu Europejskiego III kadencji.

## Życiorys
Kształciła się w zawodzie nauczycielki na Uniwersytecie Johanna Wolfganga Goethego we Frankfurcie nad Menem. Była pracownikiem naukowym Uniwersytetu Technicznego w Berlinie, gdzie zajmowała się badaniami w zakresie m.in. ekologii i praw kobiet; publikowała również jako współautorka książki dotyczące np. feminizmu. Angażowała się również jako koordynatorka w projekty dotyczące nowych technologii i ekologii. Pracowała jako dyrektor organizacji Goldrausch Frauennetzwerk, finansującej inicjatywy feministyczne. W 1975 wystąpiła w filmie Kampf um ein Kind w reżyserii Ingema Engströma.
Została członkinią partii Zielonych. W 1989 zdobyła mandat posłanki do Parlamentu Europejskiego. Przystąpiła do Grupy Zielonych w PE, w której sprawowała funkcję wiceprzewodniczącej (1992–1994), należała też m.in. do Komisji ds. Socjalnych, Zatrudnienia i Środowiska Pracy. Później była ekspertką Komisji Europejskiej, a także dyrektorem biura Fundacji im. Róży Luksemburg w Brukseli. Współpracowała przy wydaniu książki The Contribution of Women to Peace and Reconciliation (2012).